# 胡齐斯坦钢铁足球俱乐部
胡齐斯坦钢铁足球俱乐部（波斯语: باشگاه فوتبال فولاد خوزستان），伊朗胡齐斯坦省阿瓦士市的一个足球俱乐部。

## 榮譽

### 國內
- 伊朗職業足球聯賽:
  - 冠軍 (2): 2004–05、2013–14
- 哈茲菲盃:
  - 冠軍 (1): 2020–21
- 伊朗超級盃:
  - 亞軍 (1): 2005